# Tebing Tinggi
Ne doit pas être confondu avec Tebing Tinggi (île).

Situation dans la province de Sumatra du Nord.

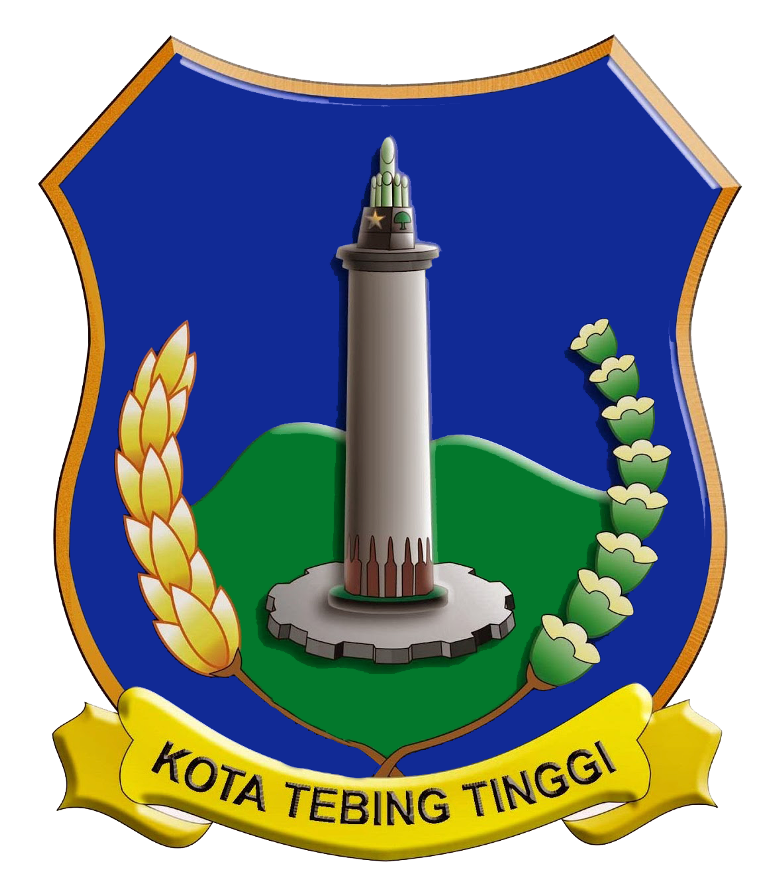
Armoiries de Tebing Tinggi

Tebing Tinggi est une ville de Sumatra du Nord, en Indonésie.
Elle est située à environ 80 km de Medan.
La ville a le statut de kota. Elle a une superficie de 31 km² et une population de 125 000 habitants.
Il ne faut pas confondre la ville avec l'île de Tebing Tinggi dans la province de Riau.

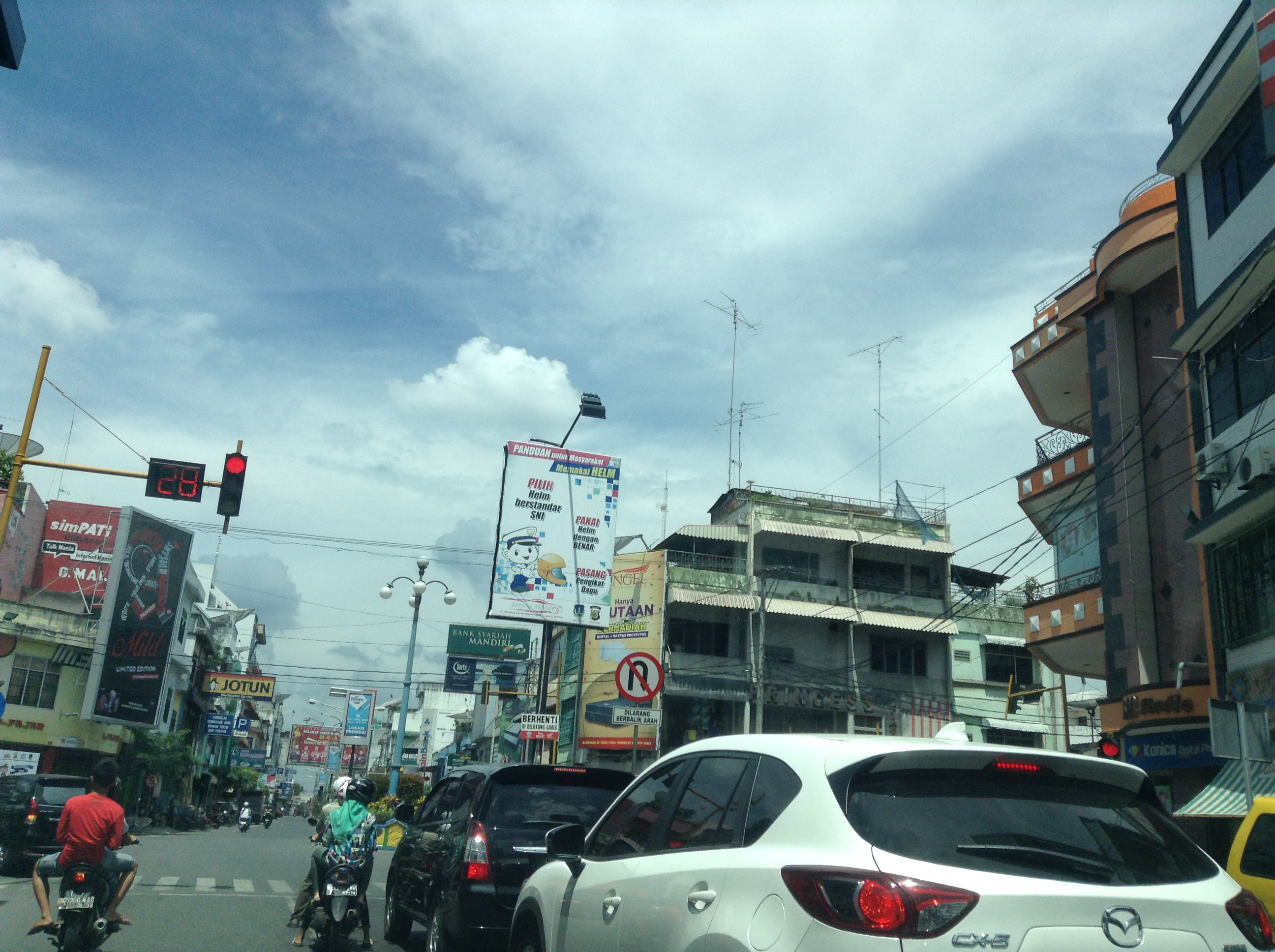
Vue sur la rue de Tebing Tinggi